# ミルウォーキー駅
ミルウォーキー駅（英語：Milwaukee station）は、ウィスコンシン州ミルウォーキー ウェスト・セントポール・アヴェニュー433にある駅。全米各地を結ぶ旅客鉄道のアムトラックが乗り入れている。

## 利用可能な鉄道路線／列車
アムトラックのミルウォーキー駅に停車する列車は下記の通り。
シアトル・ポートランドとシカゴ間の夜行長距離列車エンパイア・ビルダー号 …1日1往復停車（当駅にはシアトル-シカゴ間・ポートランド-シカゴ間の編成とも停車  スポケーン駅にてシアトル編成&ポートランド編成と 連結/切り離し）
ミルウォーキーとシカゴ間の昼行短距離列車ハイアワサ・サービス …1日7往復発着

## バス
当駅から乗車できるバスは以下の通り。
中長距離バスはアムトラック・スルー・ウェイ・モーターコーチ、グレイハウンド、が担っている。
市内交通は、ミルウォーキー郡トランジットシシテム (MCTS)が担っている。